# Bretagna inferiore

A colori, la Bretagna inferiore, dove viene parlata la lingua bretone. In grigio la Bretagna superiore, associata al Gallo.

La Bretagna inferiore (in bretone Breizh-Izel, in francese Basse-Bretagne) comprende solitamente quelle zone della Bretagna (a ovest della città di Ploërmel) in cui la lingua bretone è quotidianamente parlata, e dove è molto prolifica la cultura celtica a essa collegata. La denominazione è utilizzata anche per contraddistinguere la regione dalla cosiddetta Bretagna superiore (in francese Haute-Bretagne), dove è invece predominante la cultura romanza attraverso il francese e il gallo.

## Storia

### Nome
Gli aggettivi "superiore" e "inferiore" per descrivere le due diverse parti della Bretagna si riferiscono alla posizione geografica dei rispettivi capoluoghi, Nantes e Rennes, che storicamente sono state entrambe capoluogo dell'antica provincia della Bretagna. Tuttavia, nonostante altre regioni della Francia siano divise in "Inferiore" e "Superiore" (Basse e Haute), come per esempio la Bassa Normandia, la Bassa Lorena e il Basso Poitou, la parola francese Bas veniva spesso utilizzata con connotazione spregiativa dagli stessi francesi, implicando un'ipotetica inferiorità delle regioni in questione. Il corrispettivo bretone del termine "Bretagna inferiore", cioè Breizh-Izel è stato infatti utilizzato in molte canzoni popolari bretoni del XIX e XX secolo proprio a causa del fatto che la parola Izel non ha alcuna connotazione negativa.

### Confine tra Bretagna inferiore e superiore
Oltre che a essere basato su una divisione linguistica, il confine tra Bretagna inferiore e superiore corrisponde approssimativamente anche ai reali confini amministrativi. Dopo che venne stabilito intorno al XIV secolo infatti, esso ha subito solo lievi aggiustamenti verso ovest, causati dall'arretramento delle aree linguistiche dove viene parlato il bretone.
Nel 1588 lo storico Bertrand d'Argentré definì il confine come andante dai dintorni di Binic fino a sud di Guérande, lasciando nella Bretagna superiore i comuni di Loudéac, Josselin, and Malestroit. Nel 1886 invece, Paul Sébillot arretrò il confine più di quanto lo fosse all'interno dei territori dove il bretone veniva parlato, con una linea che correva da Plouha fino a Batz-sur-Mer.